# Scalarispongia
Scalarispongia is een geslacht van sponsdieren uit de klasse van de Demospongiae (gewone sponzen).

## Soorten
- Scalarispongia aqabaensis Helmy, El Serehy, Mohamed & van Soest, 2004
- Scalarispongia cincta (Boury-Esnault, 1973)
- Scalarispongia flava (Baar, 1904)
- Scalarispongia incognita (Desqueyroux-Faúndez & van Soest, 1997)
- Scalarispongia linteiformis (Lamarck, 1814)
- Scalarispongia proficens (Pulitzer-Finali & Pronzato, 1981)
- Scalarispongia scalaris (Schmidt, 1862)
- Scalarispongia similis (Thiele, 1905)